# Ulm/Neu-Ulm Touristik GmbH
1. WEITERLEITUNG Ulm/Neu-Ulm Touristik